# Arjeplogs Fria Demokrater
Arjeplogs Fria Demokrater (AFD) var ett lokalt politiskt parti i Arjeplogs kommun. Under mandatperioden 2002–2006 hade partiet tre mandat i kommunfullmäktige och ingick i den styrande koalitionen tillsammans med Socialdemokraterna och Centerpartiet. Arjeplogs Fria Demokrater fanns representerat i fullmäktige från 1976 tills nedläggningen 2006.

## Valresultat
| År   | Röster | %     | Mandat |
| ---- | ------ | ----- | ------ |
| 1976 | 488    | 17,7  | 5 / 31 |
| 1979 | 369    | 13,5  | 4 / 31 |
| 1982 | 346    | 12,9  | 4 / 31 |
| 1985 | 282    | 10,8  | 3 / 31 |
| 1988 | 372    | 15,2  | 5 / 31 |
| 1991 | 331    | 13,9  | 5 / 31 |
| 1994 | 224    | 9,4   | 3 / 31 |
| 1998 | 234    | 11,07 | 4 / 31 |
| 2002 | 157    | 8,07  | 3 / 31 |